# Dammtjärnen (Bollnäs socken, Hälsingland)
Dammtjärnen är en sjö i Bollnäs kommun i Hälsingland och ingår i Ljusnans huvudavrinningsområde. Sjön har en area på 0,0659 kvadratkilometer och ligger 338,2 meter över havet. Sjön avvattnas av vattendraget Flugån (Kilån).

## Delavrinningsområde
Dammtjärnen ingår i det delavrinningsområde (678773-152337) som SMHI kallar för Inloppet i Hemlingen. Medelhöjden är 267 meter över havet och ytan är 19,87 kvadratkilometer. Det finns inga avrinningsområden uppströms utan avrinningsområdet är högsta punkten. Kilån (Flugån) som avvattnar avrinningsområdet har biflödesordning 2, vilket innebär att vattnet flödar genom totalt 2 vattendrag innan det når havet efter 62 kilometer. Avrinningsområdet består mestadels av skog (83 procent). Avrinningsområdet har 0,07 kvadratkilometer vattenytor vilket ger det en sjöprocent på 0,3 procent.